# Villeromain
Villeromain é uma comuna francesa na região administrativa do Centro, no departamento Loir-et-Cher. Estende-se por uma área de 13,19 km². Em 2010 a comuna tinha 238 habitantes (densidade: 18 hab./km²).